# وينديل مارشال
وينديل مارشال (بالإنجليزية: Wendell Marshall)‏ هو عازف جاز أمريكي، ولد في 24 أكتوبر 1920 في سانت لويس في الولايات المتحدة، وتوفي بنفس المكان في 6 فبراير 2002.

## وصلات خارجية
- وينديل مارشال على موقع ميوزك برينز (الإنجليزية)
- وينديل مارشال على موقع أول ميوزيك (الإنجليزية)
- وينديل مارشال على موقع ديسكوغز (الإنجليزية)